# 広島交通
広島交通株式会社（ひろしまこうつう）は、広島県広島市西区三篠町に本社を置く、広島市内を中心として路線バスを運行する会社。通称「広交」。

## 概要
創業期の社名である「山佐バス」（山県郡と安佐郡に由来）および「広島郊外バス」が示すように、広島市中心部から太田川の両岸を北上し、市北部の郊外区域（安佐北区・安佐南区）のニュータウンとを結ぶ路線網を展開する。運行上の拠点となる営業所（車庫）は広島駅近くにある広島営業所（車両配置無し）を除くと、全て安佐北区・安佐南区内にある。太田川左岸地域（高陽ニュータウン方面）ではJRバス中国（雲芸南線）と路線網が重複する。なお、山県郡（安芸太田町・北広島町）の区域は昔、三段峡や大朝まで乗り入れていた時期や乗り入れていない時期があったが、広電バス（今吉田線）・中国ジェイアールバス（広浜線）から路線を継承した関係で、現在は北広島町の今吉田公民館・千代田インター・千代田高校前（八重有間）まで乗り入れている。
観光バス事業は1978年に分社化した広交観光に移管しており、高速バスについては県内路線を当社が、県外路線を広交観光が分担する形となっている。かつては関連会社の広交タクシーが、広島市西区の西広島駅と己斐中・東地区を結ぶ団地バスを運行していた。

## 歴史
- 1950年10月20日 「山佐バス株式会社」として設立。
- 1950年11月10日 運行開始。
- 1950年12月26日 広島郊外バスに改称。
- 1958年11月 桐原線を運行開始
- 1964年 「広島交通株式会社」に社名変更。
- 1978年3月18日 観光バス部門を広交観光へ分離。
- 1981年5月11日 広交グループの統括会社として広交本社を設立。
- 1994年3月21日 広島 - 福山間に「ローズライナー」を中国バス・井笠鉄道・鞆鉄道との共同運行で運行開始。（後にJRバス中国が参入。）
- 1995年4月26日 広島 - 御調・府中・平成大学間に「リードライナー」を中国バスとの共同運行で運行開始（一時神辺へ延長、井笠鉄道が参入）。
- 1996年3月18日 広島 - 尾道・向島・因島間に「フラワーライナー」を中国バス・本四バス開発・因の島運輸との共同運行で運行開始。
- 1996年7月11日 広島 - 甲山 - 上下 - 甲奴間に「ピースライナー」を中国バスとの共同運行で運行開始。
- 2002年6月7日 中国バスが広島 - 三和・油木間に「やまびこライナー」を運行開始。広交は発券業務を担当（現在は廃止）。
- 2003年12月1日 東亜祇園ニュータウン春日野へ路線バスを乗り入れ、西山本線を路線延長する形で運行を開始する。
- 2008年1月26日 ICカード乗車券PASPYをエアポートリムジン (広島空港線)、深川線に導入、2008年度内に北部路線に導入。
- 2009年 PASPYを広島近郊路線に導入
- 2011年3月31日 バスカードならびにパセオカード・アストラムカードの利用をこの日をもって終了。
- 2012年8月1日 山本・春日野線、勝木台線にて深夜バスを運行開始。
- 2015年 バス位置情報ロケーションシステム「BUSit」運用開始。2016年までに全線に対応。
- 2017年11月1日 この日より広島市内中心部を走るバスの運賃を180円均一に変更した[1]。
- 2018年5月13日 PASPY定期券による共通定期券制度を北部路線に導入。広電バス・広島バス・ボン・バスとの相互利用が可能となる[2]。
- 2018年6月1日 PASPY定期券による共通定期券制度を深川線に導入。中国JRバスとの相互利用が可能となる[3]。
- 2018年6月30日 広電バスとの（紙製）北部線共通定期券の販売をこの日をもって終了[4]。
- 2018年7月1日 PASPY定期券による共通定期券制度について、芸陽バス・備北交通との相互利用が可能となる[5]。
- 2020年1月26日 この日より広島市内中心部を走るバスの180円均一運賃のエリアが拡大され、運賃を190円に変更した[6]。
- 2022年10月1日 広電バスから今吉田線（可部駅前～可部上市～上勝木～安佐営業所～今吉田公民館）を継承し運行開始[7]。
- 2022年11月1日 この日より広島市内中心部を走るバスの190円均一運賃のエリアが拡大され、運賃を220円に変更した[8]。
- 2023年4月1日 広島バスから高陽B団地線（広島バスセンター～基町～高陽B団地～高陽車庫）、中国ジェイアールバスから可部千代田線（可部駅前～可部上市～上勝木～飯室～千代田インター～千代田高校前）を継承し運行開始[9][10]。これに伴い、高陽団地循環線を廃止。
- 2025年2月1日 - この日より広島市内中心部を走るバスの220円均一運賃のエリアが拡大され、運賃を240円に変更した[11]。
- 2025年3月29日 - この日をもって交通系ICカードPASPYのサービスを終了する予定[12] 。
- 2025年3月30日 - この日から交通系ICカードICOCAのサービスを開始(新たに一部高速バス路線も含めて)する予定[12]。

## 各営業所（車庫）の所在地および詳細
| 営業所         | 営業所番号 | 所在地                                | 管轄路線 |
| -------------- | ---------- | ------------------------------------- | --- |
| 勝木営業所     | （1）      | 広島県広島市安佐北区亀山9丁目12番30号 | 勝木・勝木台・ふじビレッジ・飯室・星が丘・大畑・宇津可部・可部循環・今吉田・可部千代田・まちのわループ                |
| 星が丘駐車場   | （1）      | 広島県広島市安佐北区安佐町鈴張5052    | （折り返し車両の待機場としての機能を持つ）                                                                            |
| 飯室駐車場     | なし       | 広島県広島市安佐北区安佐町飯室1576    | 広電バス安佐出張所内。（広電バス・フォーブルと共用。ただし夜間停泊はない） （折り返し車両の待機場としての機能を持つ） |
| 今吉田駐車場   | なし       | 広島県山県郡北広島町今吉田            | （折り返し車両の待機場としての機能を持つ）                                                                            |
| 大林営業所     | （2）      | 広島県広島市安佐北区大林3丁目21番13号 | 大林・桐陽台・深川・南原・南原研修センター・桐原・ひやま                                                              |
| 桐陽台駐車場   | （2）      | 広島県広島市安佐北区三入東2丁目77-7   | （折り返し車両の待機場としての機能を持つ）                                                                            |
| 緑井営業所     | （3）      | 広島県広島市安佐南区緑井6丁目24番25号 | 広島文化学園・祇園が丘・広島経済大学・西山本・春日野・山本東亜ハイツ 安佐大橋・毘沙門台・サンハイツ・弘億団地・上原   |
| 春日野駐車場   | （3）      | 広島県広島市安佐南区山本新町4丁目26   | （折り返し車両の待機場としての機能を持つ）                                                                            |
| 毘沙門台駐車場 | （3）      | 広島県広島市安佐南区毘沙門台4丁目27   | （折り返し車両の待機場としての機能を持つ）                                                                            |
| 弘億団地駐車場 | （3）      | 広島県広島市安佐南区安東5丁目34-7     | （折り返し車両の待機場としての機能を持つ）                                                                            |
| 上原駐車場     | なし       | 広島県広島市安佐北区可部東4丁目11     | （折り返し車両の待機場としての機能を持つ）                                                                            |
| 高陽営業所     | （5）      | 広島県広島市安佐北区倉掛3丁目1番1号   | 高陽A団地・高陽B団地・高陽C団地・矢口が丘・高陽台・深川台                                                             |
| 深川台駐車場   | なし       | 広島県広島市安佐北区深川6丁目44-6     | （折り返し車両の待機場としての機能を持つ）                                                                            |
| 広島営業所     | なし       | 広島県広島市南区大須賀町17番17号      | （折り返し車両の待機場としての機能を持つ）                                                                            |

- 勝木・大林・緑井・高陽の各営業所には、それぞれ「1」「2」「3」「5」の営業所番号が与えられている。路線バスの車体側面上と車内運転台左に表記されている車番で使用されている番号である。ハイフン上3桁は通し番号の車番。ハイフン下2桁の1桁目は西暦の末尾1桁で2桁目が営業所番号である（例：「777-23」→車番=777、年式=2002年、所属営業所=緑井）。因みに「4」はかつて安佐南区の平和台に存在していた安営業所（現在は閉鎖の後、所管路線もエンゼルキャブ→フォーブルへ移管）の番号であったが欠番となっている。
- 車両の停泊場所は全車両各営業所に併設される車庫とは限らず、一部の車両は春日野・毘沙門台・弘億団地・桐陽台・星が丘でそれぞれ夜間停泊する。また、給油の事情から1日スタフ（社内では「スターフ」）中で最低1度は各自所属している営業所若しくは間合い運用時の近辺の営業所へ入庫して給油や点呼等を行う。
- 車両の定期点検や整備は緑井営業所に隣接している新生サービスセンター（広交グループの車両整備工場）で行われる。

## 主なターミナル
- 広島駅
- 広島バスセンター
- 横川駅
- 中筋駅（高速バスのみ。一般路線バスの運用では使用されない。）
- 大町駅
- 玖村駅
- 下深川駅
- 可部駅
- 広島市立北部医療センター安佐市民病院
- 千代田インター

## 路線

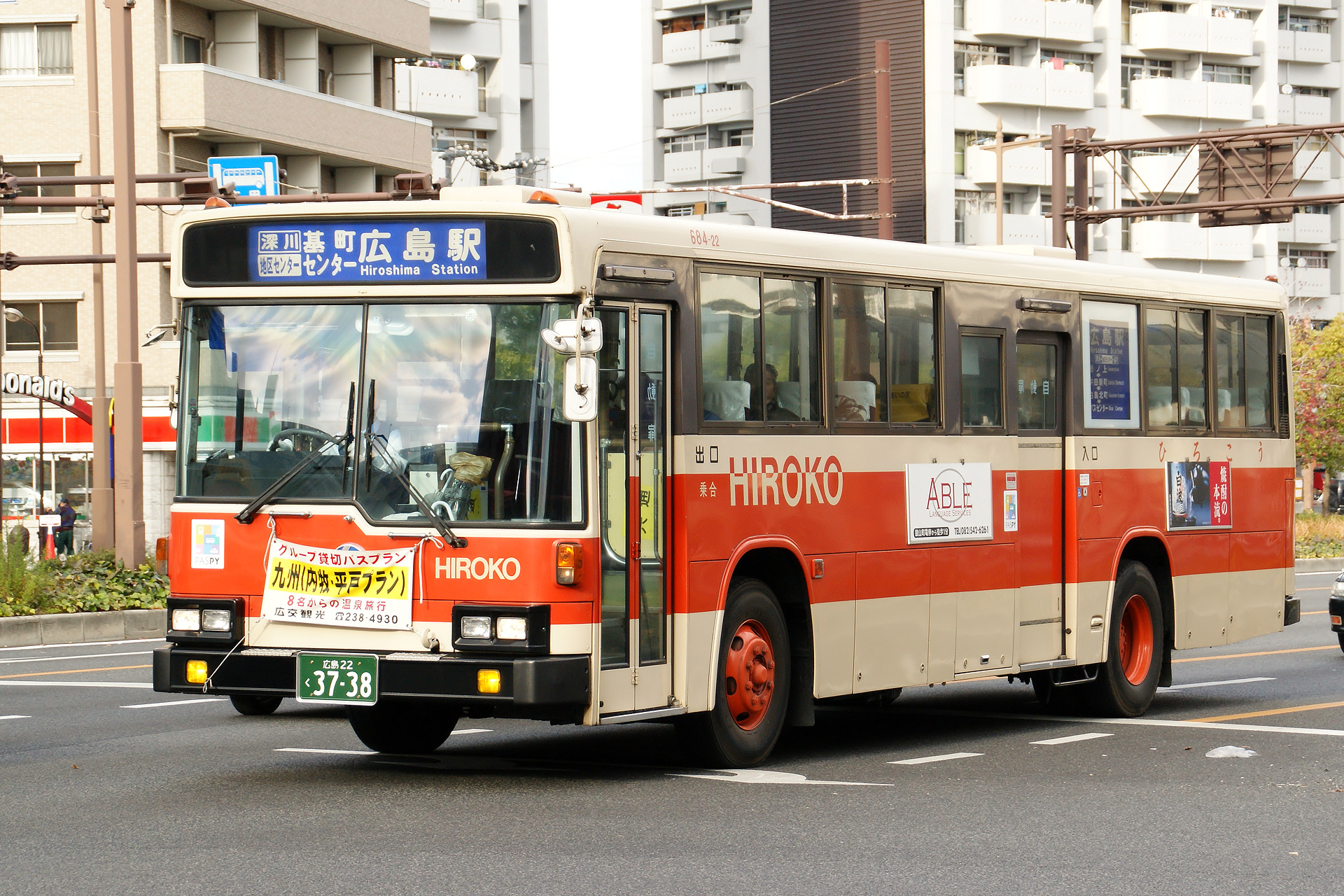
運行するバスの例

### 高速バス
詳細な運行案内は各路線の記事並びに#外部リンクの広島交通サイトを参照。（運行営業所：高陽営業所）
- ローズライナー
- リードライナー
- ピースライナー
- フラワーライナー
  - 上記4路線は広交観光が担当する場合もある。
- エアポートリムジン (広島空港線)

### 一般路線バス
詳細な運行案内は#外部リンクの広島交通サイトを参照。
- PASPY定期券は広電バス・広島バス・芸陽バス・備北交通・中国JRバス・ボン・バスとの並行区間で相互利用可能。
- 広電バスと（紙製）北部線共通定期券の発行を行っており、一部のバス（広島駅・広島バスセンターから国道54号線を経由するバスの大半）で利用可能（2018年6月30日をもって販売終了）。
- （停留所名）は一部の便のみ停車。＜停留所名/停留所名＞はどちらかを経由。
- 広島駅発着・広島バスセンター経由便は合同庁舎前を経由。広島バスセンター発着系統。広島駅発着系統の大半は十日市・紙屋町・八丁堀を経由。
- 2014年11月より、路線番号を導入している[13]。

勝木線【路線番号：73】
運行営業所：勝木営業所

| 系統                          | ルート | 特記事項                                                                          |
| ----------------------------- | --- | --------------------------------------------------------------------------------- |
| 73G/73K(上り) 73-1(下り)      | 広島駅 - 広島バスセンター - 横川駅前 - 祇園出張所前 - 下古市 - 古市小学校前 - 中緑井 - 七軒茶屋 - 広島文教大学入口 - 可部駅前 - 可部上市 - 安佐北区民文化センター入口 - 福王寺口 - 虹山団地下 - 瑞眺苑口 |                                                                                   |
| 73G/73K(上り) 73-2(下り)      | 広島駅 - 広島バスセンター - 横川駅前 - 祇園出張所前 - 下古市 - 古市小学校前 - 中緑井 - 七軒茶屋 - 広島文教大学入口 - 可部駅前 - 可部上市 - 安佐北区民文化センター入口 - 福王寺口 - 虹山団地下 - 勝木 | 急行便も平日の朝夕あったが現在は廃止となっている                                  |
| 73-2(下り)                    | 広島バスセンター - 横川駅前 - 祇園出張所前 - 下古市 - 古市小学校前 - 中緑井 - 七軒茶屋 - 広島文教大学入口 - 可部駅前 - 可部上市 - 安佐北区民文化センター入口 - 福王寺口 - 虹山団地下 - 瑞眺苑口 - 虹山団地下 - 勝木                                                                                         | 下りのみ運行                                                                      |
| 73G/73K(上り) 73-3(下り)      | 広島駅 - 広島バスセンター - 横川駅前 - 祇園出張所前 - 下古市 - 古市小学校前 - 中緑井 - 七軒茶屋 - 広島文教大学入口 - 可部駅前 - 可部上市 - 安佐北区民文化センター入口 - 福王寺口 - 虹山団地下 - 上勝木 - 勝木台上                                                                                           |                                                                                   |
| 73G/73K(上り) 73-4(下り)      | 広島駅 - 広島バスセンター - 横川駅前 - 祇園出張所前 - 下古市 - 古市小学校前 - 中緑井 - 七軒茶屋 - 広島文教大学入口 - 可部駅前 - 可部上市 - 安佐北区民文化センター入口 - 福王寺口 - 虹山団地下 - 上勝木 - 大畑                                                                                               |                                                                                   |
| 73G/73K(上り) 73-5/73-6(下り) | 広島駅 - 広島バスセンター - 横川駅前 - 祇園出張所前 - 下古市 - 古市小学校前 - 中緑井 - 七軒茶屋 - 広島文教大学入口 - 可部駅前 - 可部上市 - 安佐北区民文化センター入口 - 福王寺口 - 上大毛寺 - 上勝木 - 広島北インター入口 - （ふじビレッジ） - 飯室 - 安佐営業所 （- 森城団地中央 - 星が丘 - 譲羽団地入口） | 星が丘方面行きは73-6、飯室行きは73-5 ふじビレッジを経由するのは飯室行き(73-5)のみ |
| 73H(上り) 73-2(下り)          | 広島駅 - 八丁堀 - 紙屋町 - 横川駅前 - 祇園出張所前 - 下古市 - 古市小学校前 - 中緑井 - 七軒茶屋 - 広島文教大学入口 - 可部駅前 - 可部上市 - 安佐北区民文化センター入口 - 福王寺口 - 虹山団地下 - 勝木 |                                                                                   |
| 73H(上り) 73-3(下り)          | 広島駅 - 八丁堀 - 紙屋町 - 横川駅前 - 祇園出張所前 - 下古市 - 古市小学校前 - 中緑井 - 七軒茶屋 - 広島文教大学入口 - 可部駅前 - 可部上市 - 安佐北区民文化センター入口 - 福王寺口 - 虹山団地下 - 上勝木 - 勝木台上                                                                                            |                                                                                   |
| 73H(上り) 73-5(下り)          | 広島駅 - 八丁堀 - 紙屋町 - 横川駅前 - 祇園出張所前 - 下古市 - 古市小学校前 - 中緑井 - 七軒茶屋 - 広島文教大学入口 - 可部駅前 - 可部上市 - 安佐北区民文化センター入口 - 福王寺口 - 虹山団地下 - 上勝木 - 広島北インター入口 - 飯室 - 安佐営業所                                                              |                                                                                   |

宇津・可部線（西日本旅客鉄道可部線廃止代替バス）
運行営業所：勝木営業所
| 系統 | ルート | 特記事項     |
| ---- | --- | ------------ |
|      | 上原 - 武田学園前 - 可部南五丁目 - 広島文教大学入口 - 可部駅前 - 河戸帆待川駅 - 北部医療センター - 柳瀬中央 - 今井田 - 共栄橋北 - 毛木会館前 - 宇津 - 安佐営業所 | 平日のみ運行 |
|      | 可部駅前 - 河戸帆待川駅 - 北部医療センター - 柳瀬中央 - 今井田 - 共栄橋北 - 毛木会館前 - 宇津 - 安佐営業所                                                       |              |

- 2022年5月6日より荒下地区にて経路変更がされる

可部循環線
運行営業所：勝木営業所
| 系統 | ルート | 特記事項 |
| ---- | --- | -------- |
|      | 北部医療センター → 河戸帆待川駅 → 安佐北区役所入口 → 可部中央 → 可部上市 → 安佐北区民文化センター入口 → 福王寺口 → 大毛寺薬師堂前 → 北部医療センター |          |

今吉田線
運行営業所：勝木営業所
| 系統 | ルート | 特記事項      |
| ---- | --- | ------------- |
|      | 可部駅前 - 可部上市 - 安佐北区民文化センター入口 - 福王寺口 - 上大毛寺 - 上勝木 - 広島北インター入口 - 飯室 - 安佐営業所 - 清和中学校前 - 安佐出張所 - 飯室西 - 上布 - 小浜 - 小河内集会所前 - 野外センター口 - 大釘 - 今吉田公民館 |               |
|      | 可部駅前 - 河戸帆街川駅 - 北部医療センター - 虹山団地下 - 上勝木 - 広島北インター入口 - 飯室 - 安佐営業所 - 清和中学校前 - 安佐出張所 - 飯室西 - 上布 - 小浜 - 小河内集会所前 - 野外センター口 - 大釘 - 今吉田公民館                | 平日2往復のみ |

- 2022年10月1日より広電バスから路線を継承し運行を開始。
- 今吉田線専用の12人乗りのワンボックスカー(ハイエースコミューター)で運行。星が丘駐車場に常駐しているため、上りは運行途中で勝木営業所へ入庫し給油を行う便がある（ダイヤ上では7分間の給油時間が設定されている。一度降車し、給油中は事務所内で待機し、給油後に再び乗車する必要がある。）。
- PASPYは利用できるが、チャージはできないので事前のチャージをお勧めする。

可部千代田線
運行営業所：勝木営業所
| 系統 | ルート | 特記事項                                                      |
| ---- | --- | ------------------------------------------------------------- |
|      | 可部駅前 - （河戸帆待川駅 - 北部医療センター - 河戸帆待川駅） - 可部上市 - 安佐北区民文化センター入口 - 福王寺口 - 上大毛寺 - 上勝木 - 広島北インター入口 - 飯室 - 森城団地入口 - 森城団地中央 - 鈴張 - 本地 - 千代田インター | 北部医療センターを経由するのは平日のみ 安佐営業所は経由しない |
|      | 可部駅前 - 可部上市 - 安佐北区民文化センター入口 - 福王寺口 - 上大毛寺 - 上勝木 - 広島北インター入口 - 飯室 - 森城団地入口 - 森城団地中央 - 鈴張 - 本地 - 千代田インター - 千代田高校前（八重有間）                           | 安佐営業所は経由しない                                        |
|      | 千代田インター → 本地 → 鈴張 → 森城団地中央 → 森城団地入口 → 飯室 → 広島北インター入口 → 勝木 | 上りのみ運行 安佐営業所は経由しない                           |

- 2023年4月1日より中国ジェイアールバスから路線を継承し運行を開始。
- 2024年1月22日より大型電気バス（BYD K8）を導入

南原（なばら）・南原研修センター線【路線番号：72/74】
運行営業所：勝木営業所，大林営業所
| 系統                     | ルート | 特記事項                                   |
| ------------------------ | --- | ------------------------------------------ |
| 74G/74K(上り) 74-2(下り) | 広島駅 - 広島バスセンター - 横川駅前 - 祇園出張所前 - 下古市 - 古市小学校前 - 佐東バイパス - 広島文教大学入口 - 可部駅前 - 可部上市 - 南原ダム口 - 九品寺上 - （南原研修センター）訓練場前 |                                            |
| 72G(上り) 72-1(下り)     | 広島駅 - 広島バスセンター - 横川駅前 - 祇園出張所前 - 下古市 - 古市小学校前 - 中緑井 - 七軒茶屋 - 広島文教大学入口 - 可部駅前 - 可部上市 - 南原ダム口 - 九品寺上 - 公会堂前 - 南原         |                                            |
|                          | 北部医療センター - 河戸帆待川駅 - 可部上市 - 南原ダム口 - 九品寺上 - （南原研修センター）訓練場前                                                                                          | 平日のみ運行                               |
|                          | 北部医療センター - 河戸帆待川駅 - 可部上市 - 南原ダム口 - 九品寺上 - 公会堂前 - 南原 | 平日のみ運行                               |
|                          | 可部駅前 - 可部中央 - 可部上市 - 南原ダム口 - 九品寺上 - 公会堂前 | 可部小学校の生徒の通学用月～金曜日のみ運行 |

桐陽台（とうようだい）・大林線【路線番号：72】
運行営業所：勝木営業所，大林営業所，緑井営業所

| 系統                     | ルート | 特記事項 |
| ------------------------ | --- | --- |
| 72G/72K(上り) 72-7(下り) | 広島駅 - 広島バスセンター - 横川駅前 - 祇園出張所前 - 下古市 - 古市小学校前 - 中緑井 - 七軒茶屋 - 広島文教大学入口 - 可部駅前 - 可部上市 - 町屋記念碑前 - 広島中等教育学校 - 桐陽台駐車場 | 平日朝の通勤時間帯には佐東バイパス・新白島駅経由の急行便が2本、平日夕方の通勤時間帯には新白島駅・佐東バイパス経由の急行便が3本運行される 桐陽台 - 可部駅前間の折り返し便も数本運行 |
| 72G/72K(上り) 72-8(下り) | 広島駅 - 広島バスセンター - 横川駅前 - 祇園出張所前 - 下古市 - 古市小学校前 - 中緑井 - 七軒茶屋 - 広島文教大学入口 - 可部駅前 - 可部上市 - 町屋記念碑前 - 大林車庫                        | |
| 72-2(下り)               | 広島駅 - 広島バスセンター - 横川駅前 - 祇園出張所前 - 下古市 - 古市小学校前 - 中緑井 - 七軒茶屋 - 広島文教大学入口 - 可部駅前 - 可部上市 - 町屋記念碑前 - 大林 - 下浜が谷                 | |
| 72H(上り) 72-7(下り)     | 広島駅 - 八丁堀 - 紙屋町 - 横川駅前 - 祇園出張所前 - 下古市 - 古市小学校前 - 中緑井 - 七軒茶屋 - 広島文教大学入口 - 可部駅前 - 可部上市 - 町屋記念碑前 - 広島中等教育学校 - 桐陽台駐車場  | 深夜便もこのルート |
| 72H(上り) 72-8(下り)     | 広島駅 - 八丁堀 - 紙屋町 - 横川駅前 - 祇園出張所前 - 下古市 - 古市小学校前 - 中緑井 - 七軒茶屋 - 広島文教大学入口 - 可部駅前 - 可部上市 - 町屋記念碑前 - 大林車庫                         | |
|                          | 広島駅 - 八丁堀 - 広島バスセンター - 横川駅前 - 祇園出張所前 - 下古市 - 古市小学校前 - 中緑井 - 七軒茶屋 - 広島文教大学入口 - 可部駅前 - 可部上市                                         | 平日・土曜の下りのみ運行 深夜バスはこのルートの逆 廃止 |

可部・深川（ふかわ）線【路線番号：30/32】
運行営業所：大林営業所，高陽営業所
| 系統                     | ルート | 特記事項                                                                                           |
| ------------------------ | --- | -------------------------------------------------------------------------------------------------- |
| 30G/30K(上り) 30-7(下り) | （広島駅 -） 広島バスセンター - 基町 - 新白島駅 - 牛田新町一丁目 - 不動院 - 中小田 - 上小田 - 下岩の上 - 諸木 - ＜諸木峠/地区センター - 高陽車庫＞ - 中深川 - 広島文教大学入口 - 可部駅前 - 可部上市 - 町屋記念碑前 - 広島中等教育学校 - 桐陽台駐車場 | |
| 30G/30K(上り) 30-8(下り) | （広島駅 -） 広島バスセンター - 基町 - 新白島駅 - 牛田新町一丁目 - 不動院 - 中小田 - 上小田 - 下岩の上 - 諸木 - ＜諸木峠/地区センター - 高陽車庫＞ - 中深川 - 広島文教大学入口 - 可部駅前 - 可部上市 - 町屋記念碑前 - 大林車庫                        | |
| 32-7(下り)               | 広島バスセンター - 八丁堀 - 広島駅 - にぎつ - 牛田新町一丁目 - 不動院 - 中小田 - 上小田 - 下岩の上 - 諸木 - 諸木峠 - 中深川 - 広島文教大学入口 - 可部駅前 - 可部上市 - 町屋記念碑前 - 広島中等教育学校 - 桐陽台駐車場                                 | 下りのみ運行                                                                                       |
| 32H(上り) 32-8(下り)     | 広島バスセンター - 八丁堀 - 広島駅 - にぎつ - 牛田新町一丁目 - 不動院 - 中小田 - 上小田 - 下岩の上 - 諸木 - ＜諸木峠/地区センター - 高陽車庫＞ - 中深川 - 広島文教大学入口 - 可部駅前 - 可部上市 - 町屋記念碑前 - 大林車庫                            | |
|                          | 高陽車庫 - 支援学校前 - 高陽東高校前 - 近隣センター - 地区センター - 高陽車庫 - 中深川 - 広島文教大学入口 - 可部駅前 - （河戸帆待川駅 - 北部医療センター - 河戸帆待川駅） - 可部上市 - 町屋記念碑前 - 広島中等教育学校 - 桐陽台駐車場                 | 平日の下りのみ運行 北部医療センターを経由するのは平日のみ 高陽C団地・A団地地区は右回りのみ         |
|                          | 高陽車庫 - 地区センター - 近隣センター - 高陽東高校前 - 支援学校前 - 高陽車庫 - 中深川 - 広島文教大学入口 - 可部駅前 - （河戸帆待川駅 - 北部医療センター - 河戸帆待川駅） - 可部上市 - 町屋記念碑前 - 広島中等教育学校 - 桐陽台駐車場                 | 平日・土曜朝の上りのみ運行 北部医療センターを経由するのは平日のみ 高陽C団地・A団地地区は右回りのみ |

ひやま線
運行営業所：大林営業所
| 系統 | ルート                                                                              | 特記事項 |
| ---- | ----------------------------------------------------------------------------------- | -------- |
|      | 大林車庫 - 登尾口 - 草田 - 白木分れ - 市川桧山                                      |          |
|      | 桐陽台駐車場 - 広島中等教育学校 - 町屋 - 洞庭 - 登尾口 - 草田 - 白木分れ - 市川桧山 |          |

- 登尾口から市川桧山の間にかけてはフリー乗降が可能。

桐原（とげ）・上原（うえばら）線
運行営業所：大林営業所
| 系統 | ルート | 特記事項                                                                                  |
| ---- | --- | ----------------------------------------------------------------------------------------- |
|      | 桐原 - 可部上市 - （河戸帆待川駅 - 北部医療センター - 河戸帆待川駅） - 可部駅前 - 広島文教大学入口 - 可部南五丁目 - 武田学園前 - 上原 | 一部は桐原～可部駅前間のみの運行となる便が存在する 北部医療センターを経由するのは平日のみ |

上原（うえばら）線【路線番号：74】
運行営業所：緑井営業所
| 系統                 | ルート | 特記事項 |
| -------------------- | --- | -------- |
| 74K(上り) 74-1(下り) | 広島バスセンター - 横川駅前 - 祇園出張所前 - 下古市 - 古市小学校前 - 佐東出張所口（佐東バイパス経由） - 別所団地 - 可部南五丁目 - 武田学園前 - 上原 |          |

緑井・高陽・北部医療センター線
運行営業所：緑井営業所
| 方向 | ルート | 特記事項                                                             |
| ---- | --- | -------------------------------------------------------------------- |
| 下り | 中緑井 - 矢口駅前 - 下岩の上 - 中山公園前 - 新玖村橋 - 諸木 - 地区センター - 安佐北区スポーツセンター前 - 可部南五丁目 - 可部三丁目 - 河戸帆待川駅 - 北部医療センター |                                                                      |
| 上り | 中緑井 - 矢口駅前 - 下岩の上 - 新玖村橋 - 中山公園前 - 地区センター - 安佐北区スポーツセンター前 - 可部南五丁目 - 可部三丁目 - 河戸帆待川駅 - 北部医療センター        | 諸木には停車しない(バス停が高陽団地入口交差点の直進レーンにあるため) |

- 2022年5月6日より運行開始。どちらも平日のみ運行。
- 上り・下りとも高陽B団地地区は右回りのみ。

毘沙門台（びしゃもんだい）・サンハイツ線【路線番号：70】
運行営業所：緑井営業所，高陽営業所
| 系統                          | ルート | 特記事項                                                                              |
| ----------------------------- | --- | ------------------------------------------------------------------------------------- |
| 70G/70K(上り) 70-1/70-6(下り) | 広島駅 - 広島バスセンター - 横川駅前 - 祇園出張所前 - 下古市 - 古市小学校前 - （大町駅） - 安佐中学校前 - 毘沙門台上 - 安古市高校北口 - （毘沙門天） - 毘沙門台 - 毘沙門台駐車場 | 下りで毘沙門天を経由する場合は70-6、経由しない場合は70-1となる 朝は大町駅を経由しない |
| 70G/70K(上り) 70-2(下り)      | 広島駅 - 広島バスセンター - 横川駅前 - 祇園出張所前 - 下古市 - 古市小学校前 - （大町駅） - 安佐中学校前 - 毘沙門台上 - 安古市高校北口 - 毘沙門台 - サンハイツ下                  | 朝は大町駅を経由しない                                                                |
| 70-1(下り)                    | 広島バスセンター - 横川駅前 - 祇園出張所前 - 下古市 - 古市小学校前 - 中緑井 - 安佐中学校前 - 毘沙門台上 - 安古市高校北口 - 毘沙門台 - 毘沙門台駐車場                             | 朝のみ運行                                                                            |
| 70-1(下り)                    | 広島駅 - 八丁堀 - 紙屋町 - 横川駅前 - 祇園出張所前 - 下古市 - 古市小学校前 - 大町駅 - 安佐中学校前 - 毘沙門台上 - 安古市高校北口 - 毘沙門台 - 毘沙門台駐車場                     | 深夜便                                                                                |
| 70-2(下り)                    | 広島駅 - 八丁堀 - 紙屋町 - 横川駅前 - 祇園出張所前 - 下古市 - 古市小学校前 - 大町駅 - 安佐中学校前 - 毘沙門台上 - 安古市高校北口 - 毘沙門台 - サンハイツ下                       | 深夜便                                                                                |

高陽（こうよう）・毘沙門台（びしゃもんだい）線
運行営業所：緑井営業所，高陽営業所
| 系統 | ルート | 特記事項     |
| ---- | --- | ------------ |
|      | 高陽車庫 - 支援学校前 - 高陽東高校前 - 地区センター - 近隣センター - 玖村駅前 - 高瀬大橋北 - 七軒茶屋 - 中緑井 - 安佐中学校前 - 毘沙門台上 - 安古市高校北口 - 毘沙門台 - ＜毘沙門台駐車場/弘億駐車場＞ | 平日のみ運行 |

弘億（ひろおく）線
運行営業所：緑井営業所
| 系統 | ルート | 特記事項     |
| ---- | --- | ------------ |
|      | 中緑井 - 安佐中学校前 - 安東駅 - 弘億団地 - 弘億駐車場 - 中央ゴルフ場 - 中央19th - 中央ゴルフ場 - 筒瀬小学校前 - 柳瀬中央 - 北部医療センター | 平日のみ運行 |
|      | 中緑井 - 安佐中学校前 - 安東駅 - 弘億団地 - 弘億駐車場 - 中央ゴルフ場 - 中央19th - 中央ゴルフ場 - 筒瀬小学校前 - 柳瀬                        |              |
|      | 大町駅 - 安佐中学校前 - 安東駅 - 弘億団地 - 弘億駐車場 - 中央ゴルフ場 - 中央19th                                                             |              |

- 筒瀬線の柳瀬から筒瀬小学校の間にかけてはフリー降車が可能。
- 広島駅からの弘億方面直通運行は、2007年3月10日のダイヤ改正で廃止されている。

川内線【路線番号：71】
運行営業所：緑井営業所，高陽営業所

| 系統                 | ルート | 特記事項                                                                                     |
| -------------------- | --- | -------------------------------------------------------------------------------------------- |
| 71H(上り) 71-6(下り) | 広島駅 - 八丁堀 - 紙屋町 - 横川駅前 - 新庄橋 - 安芸山本 - 下祇園 - 古市橋駅前 - 下古市 - 上古市 - 安佐大橋 - 矢口駅前 | 旧道経由 安佐大橋方面の行先表記は「安佐大橋」だが、実際の終点はもう1つ先の「矢口駅前」となる |
| 71H(上り)            | 広島駅 - 八丁堀 - 紙屋町 - 横川駅前 - 大宮 - 祇園出張所前 - 下古市 - 古市小学校前 - 安佐大橋 - 矢口駅前               | 新道経由 平日・土曜日朝の上りのみ運行                                                        |
|                      | 広島駅 - 八丁堀 - 紙屋町 - 横川駅前 - 新庄橋 - 安芸山本 - 下祇園 - 古市橋駅前 – 大町駅                                | 平日1本のみ                                                                                  |

春日野・山本・広島経済大学線【路線番号：71】
運行営業所：緑井営業所，勝木営業所，大林営業所，高陽営業所（勝木、大林、高陽各営業所においては広島駅 - 春日野線のみ乗り入れ）

| 系統                 | ルート | 特記事項 |
| -------------------- | --- | --- |
| 71H(上り) 71-4(下り) | 広島駅 - 八丁堀 - ＜立町＞ - 紙屋町 - ＜本川町＞ - 横川駅前 - 安芸山本 - 山本小学校前 - 西山本 - 西山本上 - 山本七丁目 - 春日野 | 勝木・高陽営業所は全日、大林営業所については平日のみ乗り入れ 2022年2月16日より山本地区の運行経路を変更 深夜便が2本あり |
|                      | イオンモール広島祇園 - 南下安 - 山本小学校前 - 西山本 - 西山本上 - 山本七丁目 - 春日野                                          | 2019年4月9日より運行開始 2022年2月16日より山本地区の運行経路を変更                                                     |
| 71H(上り) 71-2(下り) | 広島駅 - 八丁堀 - ＜立町＞ - 紙屋町 - ＜本川町＞ - 横川駅前 - 安芸山本 - 山本小学校前 - 山本四丁目 - 山本東亜ハイツ             | |
| 71H(上り) 71-5(下り) | 広島駅 - 八丁堀 - ＜立町＞ - 紙屋町 - ＜本川町＞ - 横川駅前 - 安芸山本 - 山本小学校前 - 南下安 - 経済大学正門前                 | 平日のみ運行 |

平原（ひらばら）線【路線番号：71】
運行営業所：緑井営業所

| 系統                 | ルート | 特記事項 |
| -------------------- | --- | -------- |
| 71H(上り) 71-1(下り) | 広島駅 - 八丁堀 - 紙屋町 - 横川駅前 - 新庄橋 - 新庄町 - 平原会館前 - 広島文化学園（広島文化学園短期大学）（- 祇園が丘） |          |

深川（ふかわ）線（高陽A団地，B団地，C団地，高陽台系統）【路線番号：30/32/33/35】
運行営業所：緑井営業所，高陽営業所

| 系統                     | ルート | 特記事項                                                       |
| ------------------------ | --- | -------------------------------------------------------------- |
| 30G(上り)                | 広島駅 - 広島バスセンター - 基町 - 新白島駅 - 牛田新町一丁目 - 不動院 - 中小田 - 上小田 - 矢口が丘上 | 平日の朝のみ運行                                               |
| 30K(上り)                | 広島バスセンター - 基町 - 新白島駅 - 牛田新町一丁目 - 不動院 - 中小田 - 上小田 - 下岩の上 - 高陽台 | 上りのみ運行                                                   |
| 30K(上り) 30-5(下り)     | 広島バスセンター - 基町 - 新白島駅 - 牛田新町一丁目 - 不動院 - 中小田 - 上小田 - 下岩の上 - 諸木 - 諸木峠 - 高陽車庫                                                                                          |                                                                |
| 30G/30K(上り) 30-4(下り) | 広島駅 - 広島バスセンター - 基町 - 新白島駅 - 牛田新町一丁目 - 不動院 - 中小田 - 上小田 - 下岩の上 - 諸木 - 地区センター - 高陽車庫                                                                           | 高陽A団地経由 深夜便もこのルート                               |
| 30K(上り) 30-2(下り)     | 広島バスセンター - 基町 - 新白島駅 - 牛田新町一丁目 - 不動院 - 中小田 - 上小田 - 下岩の上 - 玖村駅前 - 地区センター - 高陽車庫                                                                                | 高陽B団地経由 広島バスより移管                                 |
| 30G/30K(上り) 30-3(下り) | 広島駅 - 広島バスセンター - 基町 - 新白島駅 - 牛田新町一丁目 - 不動院 - 中小田 - 上小田 - 下岩の上 - 諸木 - 高陽東高校前 - 支援学校前 - 高陽車庫                                                              | 高陽C団地経由                                                  |
| 30G/30K(上り) 30-6(下り) | 広島駅 - 広島バスセンター - 基町 - 新白島駅 - 牛田新町一丁目 - 不動院 - 中小田 - 上小田 - 下岩の上 - 諸木 - ＜諸木峠/＜地区センター/高陽東高校前 - 支援学校前＞ - 高陽車庫＞ - 中深川 - 高陽中学校前 - 深川台 |                                                                |
| 32H(上り) 32-1(下り)     | 広島バスセンター - 八丁堀 - 広島駅 - にぎつ - 牛田新町一丁目 - 不動院 - 中小田 - 上小田 - （矢口が丘上） - 下岩の上 - 高陽台                                                                                  |                                                                |
| 32H(上り) 32-5(下り)     | 広島バスセンター - 八丁堀 - 広島駅 - にぎつ - 牛田新町一丁目 - 不動院 - 中小田 - 上小田 - （矢口が丘上） - 下岩の上 - 諸木 - 諸木峠 - 高陽車庫                                                                |                                                                |
| 32H(上り) 32-3(下り)     | 広島バスセンター - 八丁堀 - 広島駅 - にぎつ - 牛田新町一丁目 - 不動院 - 中小田 - 上小田 - 下岩の上 - 諸木 - 高陽東高校前 - 支援学校前 - 高陽車庫                                                              | 高陽C団地経由                                                  |
| 32H(上り) 32-6(下り)     | 広島バスセンター - 八丁堀 - 広島駅 - にぎつ - 牛田新町一丁目 - 不動院 - 中小田 - 上小田 - （矢口が丘上） - 下岩の上 - 諸木 - ＜諸木峠/地区センター - 高陽車庫＞ - 中深川 - 高陽中学校前 - 深川台              |                                                                |
| 33G(上り)                | 高陽車庫 → 地区センター → 下岩の上 → 不動院 → 新白島駅 → 広島バスセンター → 広島駅前 | 急行便 高陽A団地経由 5本のみ                                   |
| 33G(上り)                | 高陽車庫 → 高陽東高校前 → 下岩の上 → 不動院 → 新白島駅 →広島バスセンター → 広島駅前 | 急行便 高陽C団地経由 2本のみ                                   |
| 33-4(下り)               | 広島バスセンター → 新白島駅 → 不動院 → 下岩の上 → 地区センター → 高陽車庫 | 急行便 高陽A団地経由 1本のみ                                   |
| 35G(上り)                | 高陽車庫 → 地区センター → 諸木 → 下岩の上 → 不動院 → 牛田新町一丁目 → 新白島駅 → 基町 → 広島バスセンター → 広島駅                                                                                             | 高陽A団地・矢口バイパス経由 7本のみ 平日朝の通勤時間帯のみ運行 |
| 35G(上り)                | 高陽車庫 → 高陽東高校前 → 諸木 → 下岩の上 → 不動院 → 牛田新町一丁目 → 新白島駅 → 基町 → 広島バスセンター → 広島駅                                                                                             | 高陽C団地・矢口バイパス経由 2本のみ 平日朝の通勤時間帯のみ運行 |
| 35K(上り)                | 高陽車庫 → 地区センター → 玖村駅前 → 下岩の上 → 不動院 → 牛田新町一丁目 → 新白島駅 → 基町 → 広島バスセンター                                                                                                  | 高陽B団地・矢口バイパス経由 3本のみ 平日朝の通勤時間帯のみ運行 |

- 2023年4月1日より広島バスから路線を継承し高陽B団地線の運行を開始。これに伴い、高陽車庫で高陽A団地線・高陽B団地線・高陽C団地線が接続することから、高陽団地循環線は廃止された。

まちのわループ（都市循環線）
運行営業所：勝木営業所

| 系統         | ルート | 特記事項 |
| ------------ | --- | -------- |
| 301 (左回り) | 広島駅新幹線口 → 女学院前 → 八丁堀 → 富士見町 → 日赤病院前 → 御幸橋 → 県病院前 → 県立広島大学前 → 旭町 → 出汐3丁目 → 大学病院前 → 大学病院入口 → 段原中央 → 段原一丁目 → 的場町 → 広島駅        |          |
| 302 (右回り) | 広島駅 → 的場町 → 段原一丁目 → 段原中央 → 大学病院入口 → 大学病院前 → 出汐3丁目 → 旭町 → 県立広島大学前 → 県病院前 → 御幸橋 → 日赤病院前 → 富士見町 → 八丁堀 → 女学院前 → 幟町 → 広島駅新幹線口 |          |

- 2020年1月26日より運行開始。日中のみ運行。旭2丁目は301号線(左回り)のみ停車。保健所前・幟町は302号線(右回り)のみ停車。
- 広電バス・広島バスと共同運行。

### 特定輸送路線
広島経済大学スクールバス
運行営業所：緑井営業所
下祇園駅 - 広島経済大学
大町駅 - 興動館 - 広島経済大学
- かつてはイオンモール広島祇園駐車場周辺にスクールバス用のバス停が設置されていた時期があったが、諸事情により廃止された。

### 弘億フィーダー・今吉田線・可部千代田線と広島市街方面の乗り継ぎ
- 弘億フィーダー・今吉田線・可部千代田線については、PASPYで広島市街方面のバスに乗り換えることで、従来の直通運賃が適用される。
- 対象となるのは、弘億フィーダー・今吉田線・可部千代田線から市街方面行き、市街始発のバスから弘億フィーダー・今吉田線・可部千代田線に60分以内に乗り換えた場合。
- 広島交通のほか、共通表示のついた広電バスも対象となる。ただし可部千代田線は自社の路線バスのみ対象となる。
- 全国の交通系ICカード・現金の場合は対象外となる。

## 車両

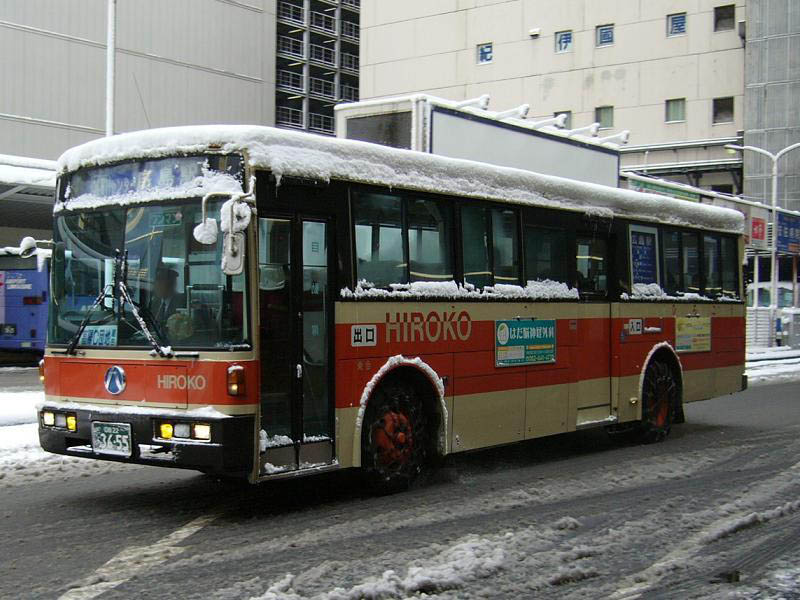
富士重工車体の車両

- 関連会社に日産販売店（広島日産自動車・福山日産自動車）を抱えるため、日産ディーゼル（現・UDトラックス）の車両が多い。
- 車体は多くが西日本車体工業製（以下、西工製）で、日産ディーゼルの標準車体になる以前から西工製の車体で導入していた。一方、1989年から1995年にわたって富士重工車体の車輌も導入しており、近年導入している中古車も富士重工車体が多い。
- 三菱ふそうも導入しており、車体は狭隘路線用の小型ワンステップバス2台と、2012年以降に導入された大型ワンステップバスの自社発注車と大型ノンステップバスは純正、それ以外は西工製である。
- 広島交通のヘビーユーザーでもあった西日本車体工業が解散、ならびにUDトラックスのバス部門からの完全撤退に伴い、2012年に広交としては初となるいすゞ製のエルガの新車が導入された。その後、2013年に入り前述の広島経済大学スクールバス用としていすゞ・エルガミオも導入されている。
- 特例の車両の除き、それぞれの運転士に車両担当を設ける担当車制を採用しているのも特徴。そのため車両の持ちが良く、古参車でも車内外ともに綺麗に保たれている車両が多い。
- 2006年までは基本的に全車が自社発注の新車で揃えられていたが、2007年からは新車に替わり大手事業者からの中古車両の購入が増えている。
  - メーカーは2007年の初購入以来、全て日産ディーゼルの富士重工7E装架の車両で統一されてきたが、（一部，西日本車体工業での架装車あり）こちらも車種の幅が広がっている。
  - 2022年に入り、今吉田 - 可部駅間の移管に伴いトヨタ・ハイエースが導入された。
- 2022年11月1日より、可部循環線に中国・BYD製の小型電気バス「J6」を導入。同車の採用は中国地方初となる[14]。ちなみに、導入当初は土休日限定で勝木線系統の運用についていたこともあった。続いて2024年1月に可部千代田線に大型電気バスの「K8 2.0」を国内で初導入した[15]。

### 車両の特徴
- 車体はベージュ、窓周りは黒～茶系をベースにオレンジのラインといった塗装を纏う。このカラーリングは30年ほど基本的なスタイルとして続いているが、1987年購入の車両より現在の車両前面に車両メーカーエンブレムの代わりにセンター部分にエンブレム形の社章、側面には前部にローマ字で「HIROKO」、後部にひらがなで「ひろこう」、リア部のオレンジライン上部に車名のフルネーム「広島交通」若しくは略名「広交」の文字が入れられたものとなっている（在来車についても順次に塗り替えられている）。しかし近年導入した中古車や新車、また車両整備によって化粧直しを行った車両では車両前部の社章がエンブレム式からステッカー式に変更されている。先述のJ6およびK8については電気バスであることを示す専用ステッカーが貼付されている。
- 中～長距離路線が多いことから純正車両については車両仕様のグレードが高いのが大きな特徴で、オリジナルのハイバックシートに、座席配置は床段上げ式、さらに1992年式までについてはサブエンジン式冷房が採用されている（1995年式以降はエンジン直結式冷房へ変更、中古車についても全車両が直結式である）。サスペンションについても一部の中古車と1993年購入の中型車を除き、エアサスペンション（空気ばね）である。
  - 中古車両については、方向幕のLED化と塗装変更、液晶式運賃表への交換のほか、床面張替や一部では座席を広交オリジナル仕様に交換するなど手直しが施されてから運用入りしている。サスペンションについては一部を除きリーフ式サスペンションを用いるため若干乗り心地は劣る。

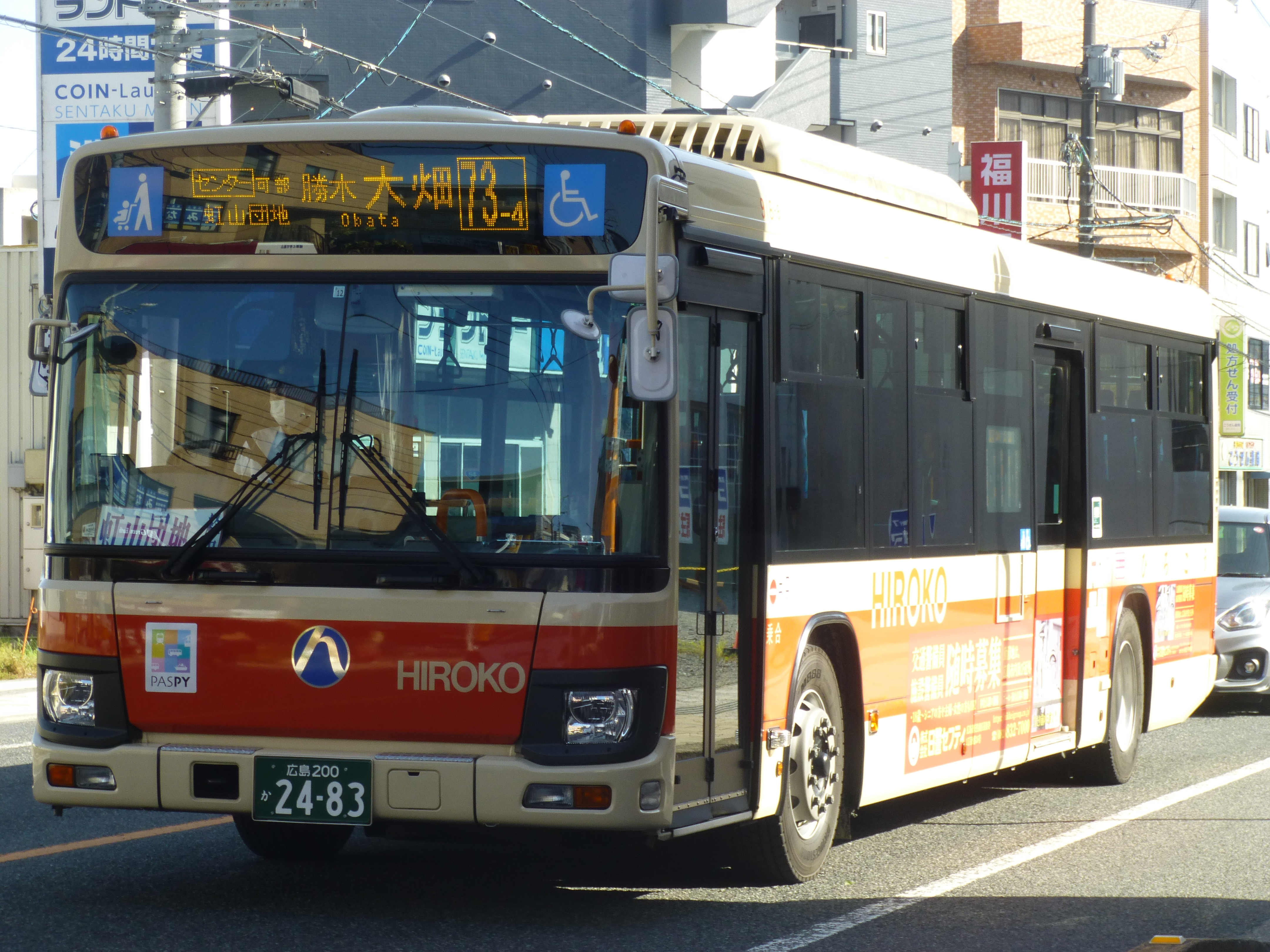
広交の新型エルガEDSS搭載で車内中程に中間モニターが設置されていて広告や次の停留所や路線図を 表示している。

- 導入する車両のホイールベースは特例を除き一般的に1999年購入車まで長尺、以降標準尺となっている。しかし緑井営業所については管轄する路線に狭隘地点を走行する路線があるため、大型短尺車のみに設定して運行する路線を設けられ、同営業所向けには大型短尺車も購入されている。近年中古車両で大型短尺車が購入されている例もあるが、これは短尺設定路線とは関連ない営業所へも配置されている。また、1999年以前についても特例として、過去存在した三段峡線用の長距離仕様車が標準尺として導入されている。広交の新型エルガEDSS搭載で車内中程に中間モニターが設置されていて広告や次の停留所や路線図を  表示している。交通バリアフリー法に対応した車両は遅れながら2002年に初めて8台が導入され緑井営業所に配置、毘沙門台系統を主に運行を開始した。その後高陽営業所へも順次導入され、2012年に新車が勝木・大林両営業所へ配属されたことにより、全営業所にバリアフリー対応車が在籍することとなった。しかし、それらはいずれもワンステップ車両であり、中古車両ではしばらくの間従来のツーステップバスが導入されていた。
  - 2013年に中古で三菱ふそう・エアロスターノンステップ車2台を購入、これが広交で初めてのノンステップバスとなった。また、近年導入されたいすゞ・エルガのモデルチェンジでワンステップ車の設定が廃止されたことから、新車でもノンステップ車両が導入されている。2020年には、日野・ポンチョを導入し、広交本体では初の小型ノンステップ車かつ日野自動車製車両となった。2台導入された内，1台はアルミホイール装着で珍しい存在である。（写真あり）↘️

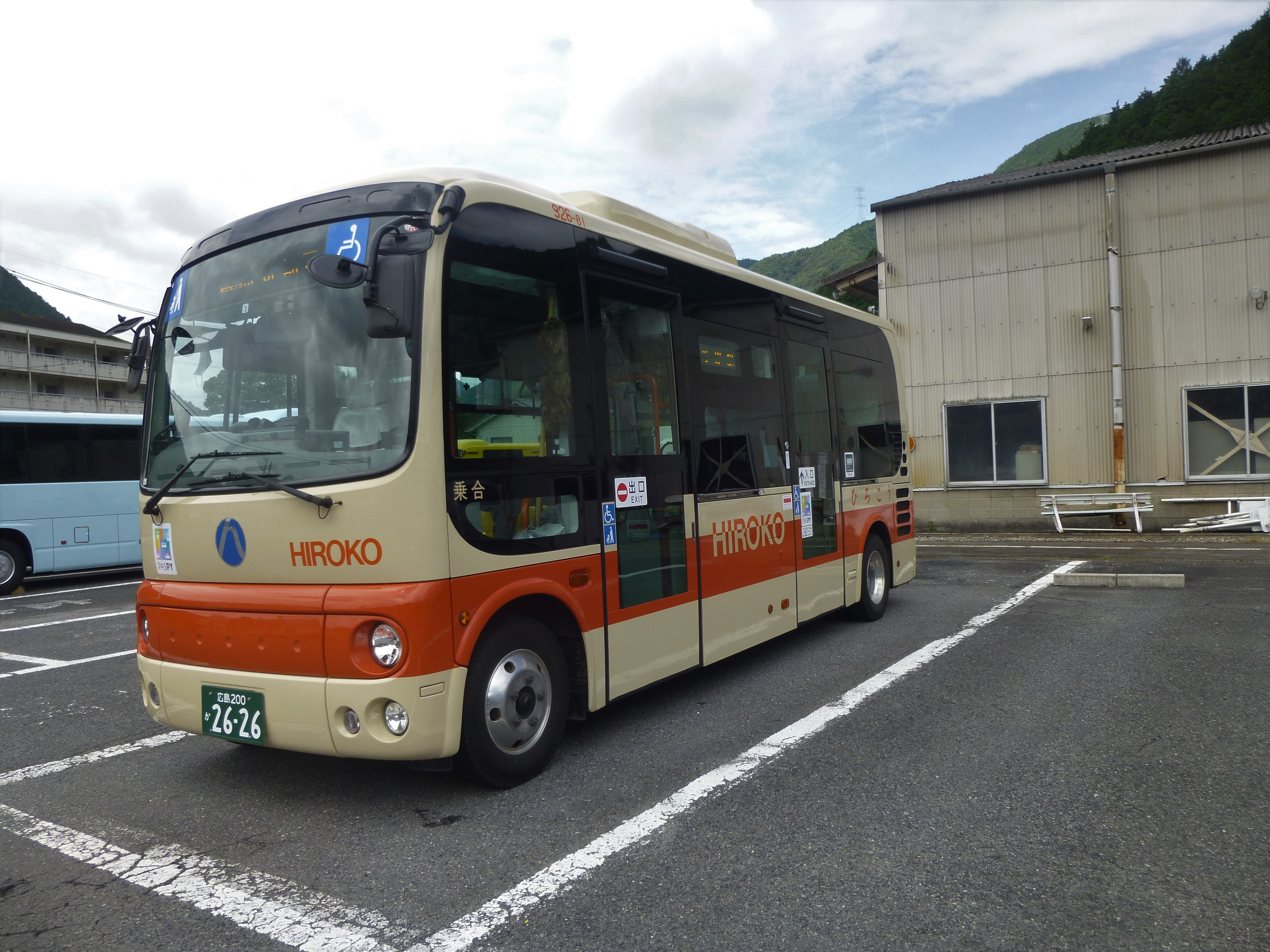
フジエクスプレスから移籍した元ハチ公バスの日野・ポンチョ。アルミホイールが装備されている。

### 移籍車の供給元
- 川崎市交通局
- 西武バス
- 東急バス
- 京浜急行バス
- 相鉄バス
- 神奈川中央交通
- 江ノ電バス
- 新京成バス
- 東京ベイシティ交通

## 関連会社
- 広交本社
- 広交観光
  - 八幡高原191
- 広交タクシー
- 広島日産自動車（日産・ブルーステージ）
- 福山日産自動車（日産・ブルーステージ）
- 新生サービスセンター
- 広交産業